# Myiagra rubecula
Myiagra rubecula là một loài chim trong họ Monarchidae.
Loài này có chiều dài khoảng 15 cm, chim trống có màu xám chì với phần dưới màu trắng, sáng bóng trong khi chim mái có màu xám trên lưng và cổ họng và ngực màu náu đỏ. Loài chim này được tìm thấy ở miền đông và miền bắc Australia, Indonesia và Papua New Guinea.